# Karl Wilhelm Borchardt
Pour les articles homonymes, voir Burchard.
Karl Wilhelm Borchardt (22 février 1817 à Berlin - 27 juin 1880 à Rüdersdorf) est un mathématicien allemand.

## Biographie
Élève de Lejeune-Dirichlet à l'université Humboldt de Berlin, il enseigne à l'université de Königsberg de 1839 à 1848, puis à l'université de Berlin après 1848.
Ses premières recherches prolongent la voie ouverte par Gauss et Lagrange sur les propriétés de la moyenne arithmético-géométrique. Il généralise les résultats de Kummer sur la diagonalisation des matrices symétriques, en utilisant les déterminants et les polynômes de Sturm. Il est rédacteur en chef du Journal de Crelle de 1856 à sa mort.

## Œuvres
- Neue Eigenschaft der Gleichung, mit deren Hilfe man die seculären Störungen der Planeten bestimmt, in Crelles Journal, 1846
- Untersuchungen über die Theorie der symmetrischen Funktionen, 1856
- Sur la quadrature définie des surfaces courbes, in Journal de Liouville, 1847